# فرودگاه فورت سیمپسون
فرودگاه فورت سیمپسون (به انگلیسی: Fort Simpson Airport) یک فرودگاه باربری با کد یاتا YFS است که یک باند فرود آسفالت دارد و طول باند آن ۱۸۲۹ متر است. این فرودگاه در کشور کانادا قرار دارد و در ارتفاع ۱۶۹ متری از سطح دریا واقع شده است.

## شرکت‌های هواپیمایی و مقصدهای پروازی
| شرکت‌های هواپیمایی | مقصدهای پروازی |
| ----------------- | -------------- |
| Air Tindi         | یلونایف        |
| First Air         | یلونایف        |